# رالف همينغواي
رالف همينغواي (15 ديسمبر 1877 - 15 أكتوبر 1915) (بالإنجليزية: Ralph Hemingway)‏ هو لاعب كريكت بريطاني.